# Мануел Локатели
Мануел Локатели (итал. Manuel Locatelli; Леко, 8. јануар 1998), италијански фудбалски везни играч који тренутни игра за Јувентус и за италијанску репрезентацију.
Стасавао је кроз млађе категорије Милана где је и почео своју сениорску каријеру. Помогао је тиму у освајању Суперкупа Италије 2016. године. Прешао је у Сасуоло 2018.
Био је у редовима Италије на Европском првенству 2020.

## Статистика

### У клубовима
Ажурирано 12. маја 2024.
| Клуб                 | Сезона    | Првенство | Првенство | Првенство | Национални куп | Национални куп | Континентални куп | Континентални куп | Остало  | Остало | Укупно  | Укупно |
| Клуб                 | Сезона    | Лига      | Наступи   | Голови    | Наступи        | Голови         | Наступи           | Голови            | Наступи | Голови | Наступи | Голови |
| -------------------- | --------- | --------- | --------- | --------- | -------------- | -------------- | ----------------- | ----------------- | ------- | ------ | ------- | ------ |
| Милан                | 2015/16.  | Серија А  | 2         | 0         | 0              | 0              | —                 | —                 | —       | —      | 2       | 0      |
| Милан                | 2016/17.  | Серија А  | 25        | 2         | 2              | 0              | —                 | —                 | 1       | 0      | 28      | 2      |
| Милан                | 2017/18.  | Серија А  | 21        | 0         | 3              | 0              | 9                 | 0                 | —       | —      | 33      | 0      |
| Милан                | Укупно    | Укупно    | 48        | 2         | 5              | 0              | 9                 | 0                 | 1       | 0      | 63      | 2      |
| Сасуоло (позајмица)  | 2018/19.  | Серија А  | 29        | 2         | 2              | 1              | —                 | —                 | —       | —      | 31      | 3      |
| Сасуоло              | 2019/20.  | Серија А  | 33        | 0         | 1              | 0              | —                 | —                 | —       | —      | 34      | 0      |
| Сасуоло              | 2020/21.  | Серија А  | 34        | 4         | 0              | 0              | —                 | —                 | —       | —      | 34      | 4      |
| Сасуоло              | Укупно    | Укупно    | 67        | 4         | 1              | 0              | —                 | —                 | —       | —      | 99      | 7      |
| Јувентус (позајмица) | 2021/22.  | Серија А  | 31        | 3         | 4              | 0              | 7                 | 0                 | 1       | 0      | 43      | 3      |
| Јувентус (позајмица) | 2022/23.  | Серија А  | 32        | 0         | 4              | 0              | 13                | 0                 | —       | —      | 49      | 0      |
| Јувентус             | 2023/24.  | Серија А  | 35        | 1         | 4              | 0              | —                 | —                 | —       | —      | 39      | 1      |
| Јувентус             | Укупно    | Укупно    | 98        | 4         | 12             | 0              | 20                | 0                 | 1       | 0      | 131     | 4      |
| Свеукупно            | Свеукупно | Свеукупно | 242       | 12        | 20             | 1              | 29                | 0                 | 2       | 0      | 293     | 13     |

1. 1 2  Наступ у Суперкупу Италије.
2. ↑  Наступи у Лиги Европе.
3. ↑  Наступи у Лиги шампиона.
4. ↑  Пет наступа у Лиги шампиона и осам наступа у Лиги Европе.

### У репрезентацији
Ажурирано 24. марта 2024.
| Репрезентација | Година | Наступи | Голови |
| -------------- | ------ | ------- | ------ |
| Италија        | 2020.  | 6       | 0      |
| Италија        | 2021.  | 8       | 3      |
| Италија        | 2022.  | 4       | 0      |
| Италија        | 2023.  | 2       | 0      |
| Италија        | 2024.  | 2       | 0      |
| Укупно         | Укупно | 28      | 3      |

#### Голови за репрезентацију
Голови Италије су наведени на првом месту. Колона „гол” означава резултат на утакмици након Локателијевог гола.
| Број | Датум          | Стадион                                           | Наступ | Противник  | Гол | Резултат | Такмичење                                |
| ---- | -------------- | ------------------------------------------------- | ------ | ---------- | --- | -------- | ---------------------------------------- |
| 1    | 28. март 2021. | Национални стадион Васил Левски, Софија, Бугарска | 8      | Бугарска   | 2–0 | 2–0      | Квалификације за Светско првенство 2022. |
| 2    | 16. јун 2021.  | Олимпијски стадион, Рим, Италија                  | 12     | Швајцарска | 1–0 | 3–0      | Европско првенство 2020.                 |
| 3    | 16. јун 2021.  | Олимпијски стадион, Рим, Италија                  | 12     | Швајцарска | 2–0 | 3–0      | Европско првенство 2020.                 |

## Успеси

### Клупски
Милан
- Суперкуп Италије (1) : 2016.[2]

Јувентус
- Куп Италије (1) : 2023/24.

### Репрезентативни
Италија до 19
- Финалиста Европског првенства до 19 година (1) : 2016.[5]
- Треће место на Европском првенству до 21 године (1) : 2017.

Италија
- Европско првенство (1) : 2020.
- Треће место у Лиги нација (1) : 2020/21.